# Hniszów
Hniszów – wieś w Polsce położona w województwie lubelskim, w powiecie chełmskim, w gminie Ruda-Huta.
Wieś prawa wołoskiego, położona była na początku XVI wieku w ziemi chełmskiej województwa ruskiego. W latach 1867–1954 miejscowość należała do gminy Świerże. W latach 1975–1998 miejscowość administracyjnie należała do województwa chełmskiego. 
Wieś stanowi sołectwo gminy Ruda-Huta. Według Narodowego Spisu Powszechnego (III 2011 r.) liczyła 135 mieszkańców i była czternastą co do wielkości miejscowością gminy.
Wierni Kościoła rzymskokatolickiego należą do parafii Świętych Apostołów Piotra i Pawła w Świerżach.

## Części wsi
| SIMC    | Nazwa    | Rodzaj    |
| ------- | -------- | --------- |
| 1026450 | Czworaki | część wsi |

## Historia
Miejscowość wzmiankowana na początku XVI wieku jako osada rycerska strzegąca przeprawy na Bugu. Na jej terenie osiedlali się też Wołosi. W 2. połowie XVIII w. wieś wchodziła w skład dóbr Świerże. W 1827 r. liczyła 30 domów i 182 mieszkańców. 
Według "Słownika geograficznego Królestwa Polskiego" dobra Hniszów obejmowały folwark Hniszów o pow. 882 morgi, wieś Hniszów o pow. 662 morgi (35 gospodarstw) i Brzeziny o pow. 41 mórg (3 gosp.). W 1873 r. z dóbr Hniszów odsprzedano teren o pow. 367 mórg, na którym założono kolonie Jamne, Marysin i Wesołówka. Ostatnimi właścicielami majątku Hniszów byli Karpińscy. Po pierwszej wojnie światowej wznieśli oni nowy, drewniany dwór, rozebrany w 1957 r. Z majątku zachowały się pozostałości założenia dworsko-ogrodowego z jednym z najokazalszych w Polsce dębów szypułkowych dębem Bolko i kilkoma innymi drzewami – pomnikami przyrody. W 1910 r. wieś Hniszów niemal całkowicie spłonęła. W tym samym roku w miejscowości rozpoczęto budowę nowej, murowanej szkoły. 

Według spisu powszechnego z 30 września 1921 r. Hniszów Kolonię zamieszkiwały 34 osoby, deklarujące się jako Polacy wyznania prawosławnego. Wieś Hniszów liczyła 268 mieszkańców, w tym 254 narodowości polskiej, 12 rusińskiej (ukraińskiej), 2 innej, wyznania rzym.–kat. 80, prawosławnego 188.
Po wybuchu drugiej wojny światowej i po jej zakończeniu część mieszkańców narodowości ukraińskiej opuściła miejscowość. W czasie drugiej wojny światowej w Hniszowie mieścił się posterunek niemieckiej straży granicznej, w listopadzie 1942 r. zaatakowany przez dwie drużyny Batalionów Chłopskich pod dow. Mariana Trendoty ps. Jan Pasek. Partyzanci uwolnili więźniów – członków BCh i zdobyli broń. W 1944 r. w wyniku pożaru spowodowanego przez Niemców spłonęły 42 domy.
W 1956 r. miejscowość została zelektryfikowana. Miejscowość należy do parafii rzymskokatolickiej w Świerżach. Na terenie wsi działalność duszpasterską prowadzi też oraz Kościół Zielonoświątkowy – protestancka wspólnota o charakterze ewangelikalnym. W 2000 r. miejscowość liczyła około 180 mieszkańców.